# Willy Pedersen
Willy Pedersen (født 28. juli 1950 i Odense), er en dansk keyboardspiller og læge, der er kendt for sin medvirken i rockgruppen Shu-Bi-Dua, hvor han var medlem fra 1978-1986. Men indtil 1982 dog kun på tourneerne.
I 1981 medvirkede han på Michael Hardingers selvbetitlede album på nummeret "Fælden er klar".
Pedersen blev en fast del af gruppen i 1982, hvor han erstattede Jens Tage Nielsen, der måtte forlade gruppen som følge af tinnitus. Han kom med i bandet via sin ven Kim Daugaard, der var kommet med i gruppen nogle år forinden, men havde spillet sammen med bandet siden 1978. Han var på dette tidspunkt lægestuderende. Han medvirkede på fire albums, startende med Shu-bi-dua 8 (1982) og sluttede med Shu-bi-dua 11 (1985). I 1986 forlod han bandet og færdiggjorde sin uddannelse, for at blive praktiserende læge. I en periode var han læge og fysioterapeut for herrelandsholdet i håndbold. Efterfølgende har han været partner i en lægeklinik i Helsinge, Nordsjælland.
Siden slutningen af 2018 har han været med i Shu-bi-dua-kopibandet, Shubberne.

## Diskografi

### Med Shu-bi-dua
- Shu-bi-dua 8, 1982
- Shu-bi-dua 9, 1982
- Shu-bi-dua 10, 1983
- Shu-bi-dua 11, 1985

### Med Michael Hardinger
- Michael Hardinger (album), 1981

## Reference
1. ↑  42 år efter debuten: Her hyldes Bundesen og Shu-bi-dua på scenen. TV 2. Hentet 11/10-2018
2. ↑  Michael Hardinger – Michael Hardinger. Discogs. Hentet 11/10-2018
3. ↑  Historien om Shubidua. shubidua.nu. Hente 10/10-2018
4. ↑  Bundesen og Hardinger fortæller om 9'eren. Shu-Bi-Dua. Hentet 10/10-2018
5. 1 2  Her er de ukendte shubber. BT. Hentet 10/10-2018
6. ↑  Det blev der af 'shubberne'. BT. Hentet 11/10-2018
7. ↑  VM-håndbold: Sidste hanegal. Ekstra Bladet. Hentet 11/10-2018
8. ↑  Willy Pedersen indtager scenen igen!. shubidua.nu. Hentet 4/6-2019